# سيمون برستون (لاعب دارت)
سيمون برستون (بالإنجليزية: Simon Preston)‏ هو لاعب دارت بريطاني، ولد في 25 فبراير 1967 في ويغان في المملكة المتحدة.

## وصلات خارجية
- سيمون برستون على موقع DartsDatabase.co.uk (الإنجليزية)